# Devade lehtineni
Espèce
Devade lehtineni est une espèce d'araignées aranéomorphes de la famille des Argyronetidae.

## Répartition
Cette espèce est endémique de l'oblys de Djamboul au Kazakhstan,. Elle se rencontre dans les environs d'Ulanbel.

## Description
La carapace de la femelle holotype mesure 1,75 mm de long sur 1,23 mm.

## Systématique et taxinomie
Cette espèce a été décrite par Esyunin et Efimik en 2000.

## Étymologie
Cette espèce est nommée en l'honneur de Pekka T. Lehtinen.

## Publication originale
- Esyunin & Efimik, 2000 : « A review of the genus Devade (Aranei, Dictynidae) from fauna of central Asia and southern Russia. » Zoologicheskiĭ Zhurnal, vol. 79, no 6, p. 679-685.